# Jyotirmoyee Sikdar
Jyotirmoyee Sikdar (* 11. Dezember 1969 in Debagram) ist eine indische Politikerin und ehemalige Leichtathletin.

## Karriere

### Politik
Sie war Mitglied des indischen Parlaments der Communist Party of India (Marxist) aus dem Wahlkreis Krishnagar im 14. Lok Sabha. Sie wurde bei den indischen Parlamentswahlen 2009 von dem Schauspieler und Politiker Tapas Paul vom All India Trinamool Congress geschlagen. Im Jahr 2019 sagte sie selbst dem All India Trinamool Congress ihre Unterstützung zu und trat dann im folgenden Jahr der Bharatiya Janata Party bei.

### Leichtathletik
Sie war Mittelstreckenläuferin und gewann die 800 Meter bei den asiatischen Meisterschaften 1995. Bei den asiatischen Leichtathletikmeisterschaften 1998 in Bangkok gewann sie die Bronzemedaille über 800 und 1500 Meter und die Goldmedaille bei den Asienspielen in Bangkok. 1995 erhielt sie den Arjuna-Preis und 1998–1999 den Rajiv Gandhi Khel Ratna-Preis. Im Jahr 2003 wurde ihr der Padma Shri verliehen.

## Persönliches
Sikdar wurde als Sohn von Gurudas Sikdar und Nihar Sikdar in Debagram im Distrikt Nadia in Westbengalen geboren. Sie studierte bis zur Höheren Sekundarschule. Sikdar heiratete am 9. Februar 1994 Avtar Singh, mit dem sie einen Sohn hat. Aktuell lebt sie in Kalkutta.